# Національне бюро розслідувань України
Націона́льне бюро́ розслі́дувань Украї́ни (НБР України) — державний правоохоронний орган спеціального призначення боротьби з організованою злочинністю і корупцією, створення якого не було завершене.
Перша спроба створення Національного бюро розслідувань здійснена 1997 року, був намір об'єднати Головне управління боротьби з організованою злочинністю та боротьби з корупцією Міністерства внутрішніх справ України.
Директор НБР призначався і звільнявся Президентом України за поданням Прем'єр-міністра України.
Утворення Національного бюро розслідувань України практично повною мірою було визнане неконституційним.
Друга спроба датується 2005 роком, коли Президент України Віктор Ющенко своїм розпорядженням утворив робочу групу з розроблення концепції утворення та організації діяльності Національного бюро розслідувань України (голова — В. М. Стретович).
Дане Розпорядження було скасоване 6 серпня 2008 року.
У 2006 році РНБО ухвалило за необхідне створення Національної служби розслідувань. Передбачалося відділення функцій досудового слідства від Генпрокуратури й СБУ.
Ідеологічним нащадком НБР є Державне бюро розслідувань.

### Люди
- Дурдинець Василь Васильович
- Литвак Олег Михайлович
- Турчинов Олександр Валентинович
- Устименко Василь Євдокимович